# (3-Бромпропил)этилацеталь ацетальдегида
(3-Бромпропил)этилацеталь ацетальдегида (1-бром-3-(1-этоксиэтокси)пропан) — органическое вещество, используемое в синтезе в качестве нуклеофильного или электрофильного реагента для введения гидроксипропильной группы.

## Получение
Препаративным методом получения реагента является присоединение 3-бромпропанола-1 к винилэтиловому эфиру в присутствии дихлоруксусной кислоты в качестве катализатора. Очищают полученное вещество перегонкой при пониженном давлении.

## Строение и физические свойства
Реагент растворим в основных органических растворителях.

## Химические свойства
В органическом синтезе данный реагент нашёл применение в качестве нуклеофильного либо электрофильного источника гидроксипропильного фрагмента. Для введения в превращения нуклеофильного типа его сначала вводят в реакцию с литием в диэтиловом эфире, получая 1-литио-3-(1-этоксиэтокси)пропан, который затем присоединяют к альдегидам, кетонам, лактонам, лактамам и хлорсиланам. На последней стадии ацетальную группу подвергают гидролизу, что даёт свободную гидроксильную группу. (Существует также аналогичный реагент с тетрагидропирановой защитной группой, однако ацетальная группа гидролизуется в более мягких условиях.) Кроме литийорганического реагента, применяли также купратный реагент (для реакций с α,β-ненасыщенными кетонами и алкилгалогенидами) и соответствующий реактив Гриньяра.
С другой стороны, без предварительной обработки металлами (3-бромпропил)этилацеталь ацетальдегида может использоваться как электрофильный реагент. В частности, его применяли для алкилирования анионов, полученных при депротонировании N,N-диметилгидразонов.

## См.также
- Органический синтез
- Ацетали